# 559-та фольксгренадерська дивізія (Третій Рейх)
559-та фольксгренадерська дивізія (нім. 559. Volksgrenadier-Division) — піхотна дивізія народного ополчення (фольксгренадери), що входила до складу Вермахту на завершальному етапі Другої світової війни. Дивізія сформована у жовтні 1944 року й билася на Західному фронті до кінця війни. Рештки з'єднання капітулювали наприкінці квітня у регіоні Алльгой.

## Історія
559-та фольксгренадерська дивізія сформована 9 жовтня 1944 року в ході 32-ї хвилі мобілізації Вермахту, як правонаступниця 559-ї гренадерської дивізії, що була розгромлена союзниками під Нансі. З 8 листопада дивізія вела оборонні дії проти союзників, котрі наступали на фронті між Мецом і Дьєзом.
9 листопада 1944 року внаслідок глибокого прориву крізь позиції 559-ї фольксгренадерської дивізії, яка зазнала великих втрат, американським військам вдалося вирватися на оперативний простір і продовжити наступ на схід. Залишки 48-ї піхотної дивізії, що була майже розгромлена, були включені 559-й дивізії. Незабаром 17-та панцергренадерська дивізія СС змінила 559-ту на її позиціях, фольксгренадери відійшли до Саарлуї, де перейшли до оборони укріплень Західного валу. У боях, що розпочалися з 24 листопада, з'єднання знову піддалося потужним атакам ударних угруповань союзників, була знекровлена в оборонних боях і відступила від фортифікаційних споруд, маючи в строю лише 360 військових. З них тільки 80 були солдатами бойових підрозділів і частин.
З 5 грудня бої в Саарі, німецькі підрозділи відбивали спроби союзних військ закріпитися на плацдармах поблизу міст Діллінген, Енсдорф, Роден. 20 грудня залишки дивізії були відведені з фронтової зони та передислоковані до району зосередження Боттенбах, 10 км на захід від Пірмазенса.
28 грудня 1944 року дивізія замінила 25-ту панцергренадерську дивізію в Біч.
1 січня 1945 року німецькі війська на Західному фронті розпочали останню наступальну операцію «Нордвінд». 559-й дивізії визначалося завдання опанувати село Репертсвіллер і висоти на південний захід від нього. Бойові дії розгорнулися за населені пункти Сьєрсталь, Ламбак і Ламбер, однак 559-й дивізії не вдалося виконати бойове завдання. Наступальні спроможності з'єднання були вичерпані й вона перейшла до оборони. На початку лютого її бойовий склад поповнили до 4813 осіб.
19 лютого 1945 року 559-ту дивізію змінила в обороні 2-га гірська дивізія, а її перекинули до Саарбрюккена для проведення наступу. Дивізія була укомплектована, але занадто слабка, тому атака не вдалася.
Після приблизно двох тижнів безперервних боїв, залишки 559-ї фольксгренадерської дивізії були відведені з їхніх позицій на відновлення боєздатності й рушили пішки до гірського району Гунсрюк. Під час свого маршу дивізія знову і знову змушена була вести ар'єргардні бої, намагаючись відірватися від союзних військ, що її переслідували. У період з 17 по 19 березня дивізія зайняла оборону на нових опорних пунктах поблизу Альзенца, на південь від Бад-Кройцнах.
З 22 по 26 березня дивізія була реорганізована, до стройових частин увійшли усі тилові підрозділи та персонал забезпечення. З'єднання розгорнулося для оборони визначених позицій по рубежу річки Рейн на ділянці Лампертгайм — Мангайм. Вела бої за утримання своїх позицій проти американської 63-ї дивізії, що намагалася створити плацдарми в смузі оборони 559-ї дивізії. Протягом наступних кількох днів дивізія тримала оборону на обох сторонах Неккаргемюнда і блокувала шляхи просування на схід через річку Неккар в районі на захід від Ебербах. Через прорив 1-ї французької армії через Рейн, знекровлене з'єднання змушено знову було відступити.
Протягом квітня боролася у Швабському Альбі, вела бої окремими бойовими групами поблизу Плохінгена. 20 і 21 квітня дивізія була практично повністю знищена, невеличкі групи відходили на захід до регіону Алльгой. 26 квітня останні рештки дивізії капітулювали неподалік від долини річки Інн.

## Райони бойових дій
- Франція, Німеччина (жовтень 1944 — квітень 1945).

## Командування

### Командири
- Генерал-лейтенант барон Курт фон Мюлен (нім. Kurt Freiherr von Mühlen) (9 жовтня 1944 — 26 квітня 1945)

### Підпорядкованість
| Час            | Корпус                 | Армія       | Група армій (округ)                  | Штаб        |
| -------------- | ---------------------- | ----------- | ------------------------------------ | ----------- |
| 1944           |                        |             |                                      |             |
| 9 жовтня       | 13-й корпус СС         | 1-ша армія  | Група армій «G»                      | Лотарингія  |
| 1 грудня       | 82-й армійський корпус | 1-ша армія  | Група армій «G»                      | Лотарингія  |
| 28 грудня      | 82-й армійський корпус | 1-ша армія  | Група армій «G»                      | Саарпфальц  |
| 1945           |                        |             |                                      |             |
| 1 січня        | 82-й армійський корпус | 1-ша армія  | Група армій «G»                      | Саарпфальц  |
| середина січня | 13-й корпус СС         | 1-ша армія  | Група армій «G»                      | Саарбрюккен |
| 1 березня      | 85-й армійський корпус | 1-ша армія  | Група армій «G»                      | Мозель/Рейн |
| квітень        | 80-й армійський корпус | 19-та армія | Головнокомандування Вермахту «Захід» | Оденвальд   |

## Склад
| 1944                               |
| ---------------------------------- |
| 1125-й гренадерський полк          |
| 1126-й гренадерський полк          |
| 1127-й гренадерський полк          |
| 1559-й артилерійський полк         |
| 559-та дивізійна фузілерна рота    |
| 1559-та зенітна батарея            |
| 1559-й батальйон організації Тодта |

## Нагороджені дивізії
Нагороджені дивізії
|  | Кавалери Золотого Німецького Хреста                           | 3                                                   |
|  | Кавалери Лицарського хреста Залізного хреста з Дубовим листям | 1 (№ 690 генерал-майор Курт фон Мюлен — 09.01.1945) |
|  | Кавалери Лицарського хреста Залізного хреста                  | 4 у т. ч. неофіційний                               |